# Awadeya Mahmoud
Awadeya Mahmoud est la fondatrice et la présidente de la coopérative des vendeuses ambulantes de thé et de plats cuisinés et coopérative générale de femmes de l'État de Khartoum, au Soudan. Le 28 mars 2016, le département d'État des États-Unis a annoncé que le Prix international Femme de courage lui a été décerné pour l'année 2016.

## Biographie
Awadeya Mahmoud est née en 1963 dans le Kordofan méridional. À la suite du conflit dans cette région, sa famille déménage à Khartoum alors qu'elle est encore une jeune fille. Elle se marie et en 1986, elle commence à vendre du thé, comme marchande ambulante dans les rues. C'est une activité fort modeste, mais elle a besoin pour soutenir sa famille. En 1990, elle crée une association accueillant des migrants originaires des montagnes Nuba secouées par une longue guerre civile, leur offrant de l'aide juridique et un soutien à ses membres. Cette association devient aussi une coopérative des vendeuses ambulantes de thé et de plats cuisinés et une coopérative générale des femmes. Outre les conseils et l'aide juridique, des volontaires de l'association formés par des ONG récupèrent auprès de la police des équipements confisqués, les autorités n'étant pas du tout favorables à cette activité,.
Pendant vingt ans, elle est vendeuse ambulante, tout en s'occupant de cette association. En 2006, elle et d'autres responsables sont arrêtées et détenues quatre ans, accusées d'avoir fait un investissement qui a laissé la structure endettée. Après sa libération, la coopérative, qui la sollicite à nouveau pour sa coordination, a 8 000 membres à Khartoum. Cette organisation représente et soutient également les femmes déplacées, à la suite de différents conflits, notamment dans le Darfour et dans le conflit au Kordofan du Sud.
Le 28 mars 2016, le Département d'État des États-Unis annonce qu'elle est l'une des quatorze bénéficiaires du Prix international Femme de courage pour l'année. Après la remise du prix, elle retourne reprendre ses activités, avec l'intention d'étendre le périmètre d’intervention des coopératives au-delà de Khartoum.